# Главный штаб Русской императорской армии

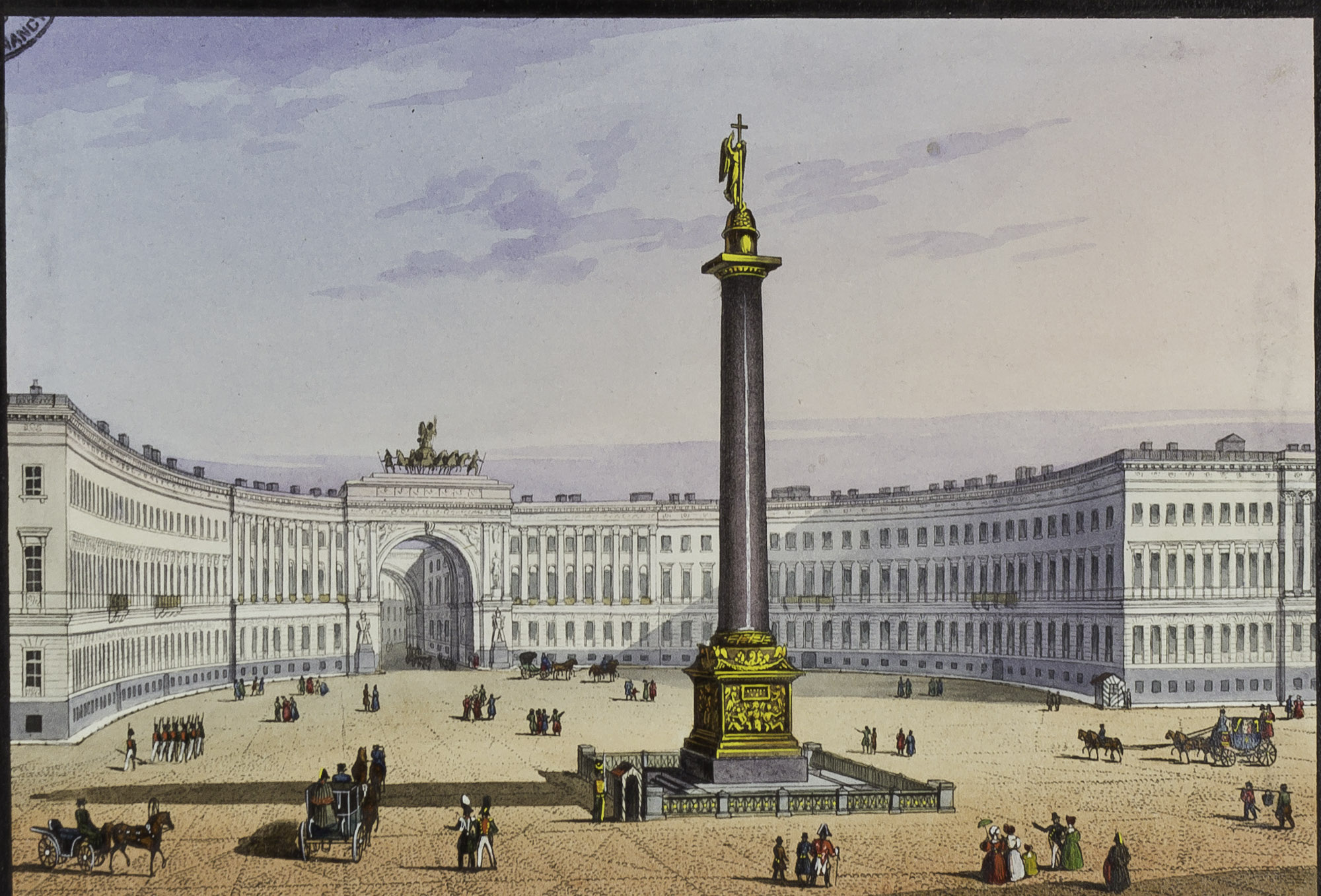
Здание Главного штаба на Дворцовой площади в Санкт-Петербурге. Ныне — штаб Западного военного округа.

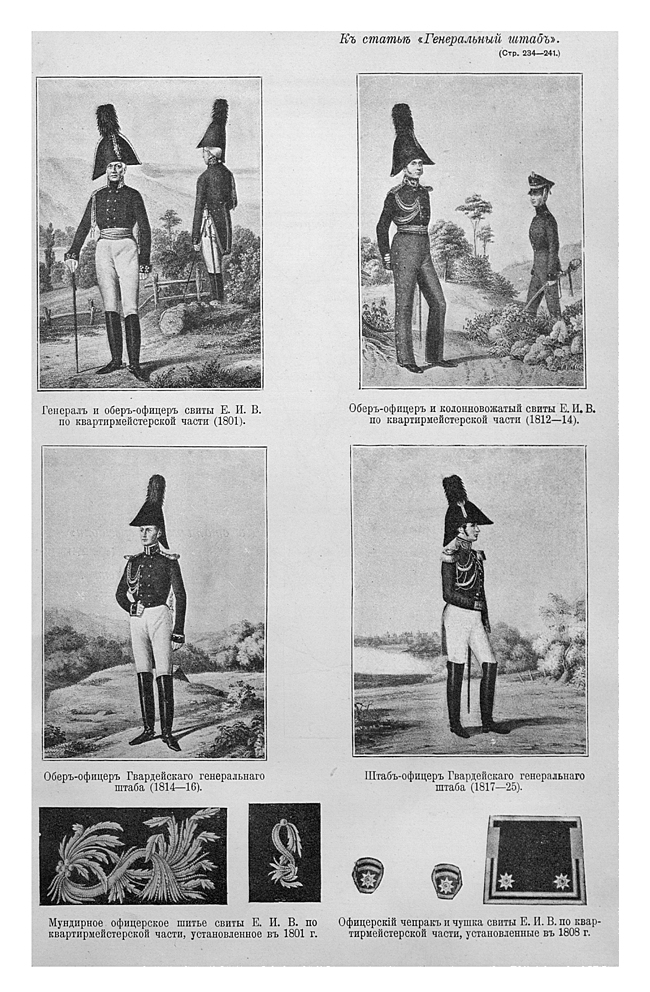
Рисунки из статьи «Генеральный штаб»
(«Военная энциклопедия Сытина»).

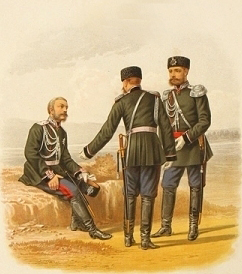
Генеральный штаб России. Генерал в походной форме, Штаб-Офицер в обыкновенной форме и Обер-Офицер в парадной форме. 1882 г.

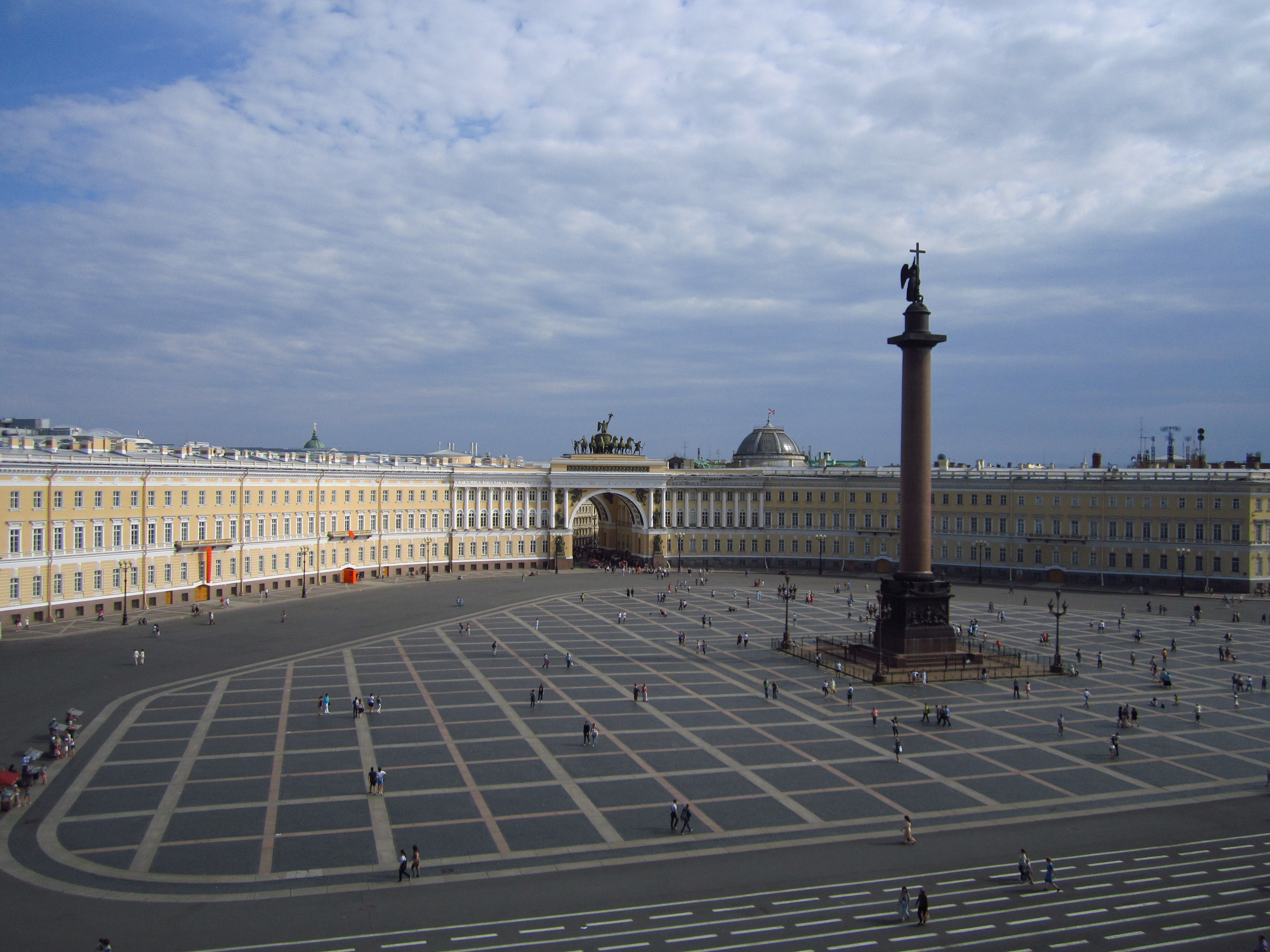
Вид из Эрмитажа на здание Главного штаба

Гла́вный штаб — высший орган военно-стратегического управления Вооружённых Сил Российской империи. 
Главный штаб как одно из восьми главных управлений Военного министерства Российской империи. Дислоцировался в столице империи — Санкт-Петербурге.

## Создание
До 1865 года Инспекторский департамент входил в состав военного министерства, а предметами его ведомства служили укомплектование войск, учёт численности личного состава, надзор за благоустройством войск в строевом отношении которые отошли в ведение Главного штаба. Директор департамента именовался дежурным генералом Главного штаба Его Величества.
Главный штаб сформирован 31 декабря 1865 года (12 января 1866 года) путём слияния Инспекторского департамента с Главным управлением Генерального штаба.

## Командование
Возглавлялся начальником, при котором состояли два помощника.

### Начальники
- 01.01.1866 — 22.05.1881 — генерал-лейтенант (с 17.04.1870 — генерал от инфантерии) Гейден, Фёдор Логгинович
- 10.06.1881 — 31.12.1897 — генерал-лейтенант (с 30.08.1887 — генерал от инфантерии) Обручев, Николай Николаевич
- 20.01.1898 — 11.03.1904 — генерал-лейтенант Сахаров, Виктор Викторович
- 11.03.1904 — 28.06.1905 — врид генерал-лейтенант Фролов, Пётр Александрович
- 28.06.1905 — 02.04.1906 — врид генерал-майор Поливанов, Алексей Андреевич
- февраль — 14.04.1906 — генерал-лейтенант Поливанов, Алексей Андреевич
- 18.04.1906 — 21.05.1908 — генерал-лейтенант Эверт, Алексей Ермолаевич
- 22.05.1908 — 14.03.1909 — генерал-лейтенант Мышлаевский, Александр Захарьевич
- 14.03.1909 — 07.03.1911 — генерал-лейтенант Кондратьев, Николай Григорьевич
- 07.03.1911 — 02.04.1917 — генерал от инфантерии Михневич, Николай Петрович
- 11.04 — 09.05.1917 — генерал-лейтенант Минут, Виктор Николаевич
- 09.05 —08.12.1917 — генерал-майор Архангельский, Алексей Петрович

## Структура
В 1903 году Главный штаб был переформирован: в его состав вошли главные части, называемые управлениями первого и второго генерал-квартирмейстеров, дежурного генерала, военных сообщений и военно-топографического. Во главе каждого из этих управлений стоял начальник, пользовавшийся правами помощника начальника.
Управление первого генерал-квартирмейстера ведало вопросами устройства и образования войск в мирное время и службы офицеров Генерального штаба.
Управление второго генерал-квартирмейстера ведало вопросами подготовки к войне. Оно состояло из военно-статистического и мобилизационного отделов. В его состав входило оперативное отделение, в задачу которого входила разработка вопросов обороны государства и боевой деятельности войск.
Управление дежурного генерала ведало так называемой «инспекторской частью» — прохождение службы, награды, пенсии и тому подобное, а также всеми второстепенными задачами Генерального штаба.
Управление военных сообщений ведало передвижением войск и воинских грузов. Оно делилось на два отдела: 1) административный и отчетно-организационный, 2) мобилизационный.
Управление военно-топографическое заведовало астрономическими, геодезическими, топографическими и картографическими работами военного ведомства и личным составом Корпуса военных топографов.
Азиатская часть ведала военным и военно-народным управлением Туркестана, Сибирского и Приамурского округов.
К Главному штабу принадлежали следующие учреждения:
- Военно-учёный комитет, ведавший вопросами научной деятельности офицеров Генерального штаба и военных топографов, вопросами назначения премий за сочинения и пособий на их издание, вопросами подготовки войск и тому подобное. Находился под председательством начальника Главного штаба. Состоял из всех начальников управлений, начальника Академии Генерального штаба и десяти членов по Высочайшему назначению.
- Мобилизационный комитет, ведавший вопросами мобилизации и состоящий под председательством начальника Главного штаба из тех же членов, кроме начальников Академии и военно-топографического управления, и помощников начальников всех главных управлений, кроме военно-судного и военно-учебных заведений.
- Особое совещание по передвижению войск и грузов, под председательством начальника Главного штаба, из членов — начальников управлений и некоторых отделов Главного штаба и представителей от министерств морского и путей сообщения; ведало вопросами улучшения стратегической сети железных дорог, водных сообщений, развития стратегических шоссе и тому подобное.

В 1905 году было предпринято новое преобразование Главного штаба, причём управления генерал-квартирмейстеров, управление военных сообщений и военно-топографическое были выделены из Главного штаба и вошли в состав вновь образованного Главного управления Генерального штаба.

## Функции
Компетенция Главного штаба охватывала всю службу войск, не касаясь лишь технической стороны и подготовки специальных родов оружия и корпусов. В его ведении находилась вся служба офицеров Генерального штаба, Корпуса военных топографов и фельдъегерского, а также военно-тюремные заведения и заведование пересыльной частью арестантов во всей Империи.
Ведал делопроизводством по управлению всеми военно-сухопутными силами Империи в строевом и инспекторском отношениях.
Заведовал военно-топографическими и военно-статистическими работами.
В ведении Главного штаба состояли военная типография, склад и временные комиссии, которые образовывались для рассмотрения вопросов, требующих знания условий службы и быта войск. Председатели и члены этих комиссий назначались военным министром и начальником Главного штаба из членов его и других ведомств.
В ведении Главного штаба находились также Николаевская академия Генерального штаба, Военно-топографическое училище и Офицерский курс восточных языков.

## Переформирование
В связи с революциями 1917 года 8 мая 1918 года Главный штаб вошёл в состав Всероглавштаба РККА.